# 川口晶
川口 晶（かわぐち あきら、1950年3月1日 - ）は、日本の元女優、陶芸家。東京都出身。身長163cm（1976年2月）。

## 来歴・人物
父は作家で大映専務の川口松太郎、母は女優の三益愛子、兄は俳優の川口浩、川口恒、弟は元俳優の川口厚。母方の叔母は元タカラジェンヌで宝塚歌劇団24期生の紀川瑠璃子。
1966年、聖心女子学院初等科、聖心女子学院中等科を経て、聖心女子学院高等科を中退後に新派に入り、舞台を踏むようになる。
1970年代のテレビドラマに出演作が多数あり、三枚目的なやんちゃな役柄が多い。1971年、長沢純と結婚して1男を儲けるが、1974年に離婚する。1978年、兄の恒、弟の厚とともに大麻取締法違反に問われ、TVから姿を消す（兄弟2人と異なり、晶は不起訴処分となっている）。1979年にヨット・コーチでAV企画所属の国重光煕と再婚する。1982年の母・三益愛子の死去を機に俳優業から完全引退した。
現在は、本名の国重（くにしげ） 晶の名前で陶芸活動を行っている（本人曰く、「川口晶」名義だと興味本位で見られかねないからとのこと）。また、夫の国重光煕や、石原慎太郎、伊東四朗らと共に戸塚ヨットスクールを支援する会の理事を務めている。

## 出演作品

### テレビドラマ
- NHK劇場 水より淡し（1966年、NHK）
- のれん繁昌記（1966年、CX）
- おやじはおやじ（1967年、NTV）
- とぼけた奴ら（1967年、NET）
- ザ・ガードマン 第115話「死を占う少女」（1967年、TBS / 大映テレビ室）
- 竜馬がゆく（1968年、NHK） - さち
- 陽のあたる坂道（1968年、NHK） -　くみ子
- せっかちネエヤ（1968年、CX / 日活） - 川辺ホロリ
- 新春一番（1969年、CX）
- セブンティーン -17才-（1969年、NTV）
- 豆腐屋の四季（1969年、ABC）
- 時間ですよ（1970年、TBS） - 市子
- だいこんの花（1970年、NET） - 富子
- うちのおとうさん（1970年、NTV）
- まごころ（1970年、ABC）
- 柳生十兵衛 第26話「艶笑女人の里」（1971年、CX / 東映）
- ヒトリできめます!（1971年、ABC）
- 徳川おんな絵巻  第21話「雪サこんこん」・第22話「さいはての花開く」（1971年、KTV / 東映） - よね
- お荷物小荷物・カムイ編 第15話「菊さん・梅さん・女中が二人」・第16話「シゴイてイジメてイビリます」（1972年、ABC） - 山の中梅
- お祭り銀次捕物帳（1972年、CX / 東映） - おふう
- 入ってまあす!（1972年、ABC） - 金子明子
- 夏に来た娘（1972年、TBS）
- 忍法かげろう斬り 第19話「処女（むすめ）狩り」（1972年、KTV / 東映） - お妙
- 赤ひげ 第23話「沢根屋おとき」（1973年、NHK） - おしの
- 太陽にほえろ!（NTV / 東宝）
  - 第49話「そのとき、時計は止まった」（1973年） - 中島友子
  - 第145話「決定的瞬間」（1975年）- 田島洋子
- 雑居時代（1973年、NTV / ユニオン映画） - 三女・秋枝
- 顔で笑って（1973年、TBS） - 内田久利子
- 勝海舟（1974年、NHK） - お竜
- 水もれ甲介（1974年、NTV / ユニオン映画） - 陰山まこと
- ふたりぼっち（1974年、CBC）
- 傷だらけの天使 第7話「自動車泥棒にラブソングを」（1974年、NTV / 東宝） - 徳子
- おふくろさん（1975年、NTV） - 桃子
- けんか安兵衛 第18話「露地の奥の人」（1975年、KTV） - きく
- Gメン'75 第32話「死んだはずの女」（1975年、TBS / 東映） - 三村朋子
- 鬼平犯科帳 第20話「川越の旦那」（1975年、NET） - お松
- 銀河テレビ小説「女の一生」（1977年、NHK） - ふみ
- 達磨大助事件帳 第5話「獄門台の赤い雨」（1977年、ANB / 前進座 / 国際放映） - 須美の局
- 新・必殺からくり人 第2話「東海道五十三次殺し旅 戸塚」（1977年、ABC / 松竹） - あき
- せい子宙太郎‐忍宿借夫婦巷談 第6話（1977年、TBS） - ツユ子
- 明日の刑事 第23話「父母よ許して! 落ちこぼれ17歳」（1978年、TBS / 大映テレビ）

### 映画
- 黒部の太陽（1968年、三船プロ / 石原プロ / 日活） - 君子
- だれの椅子?（1968年、日活） - フー子
- 花ひらく娘たち（1969年、日活） - 坂本恵子
- 湯けむり110番 いるかの大将（1972年、東宝） - のぶ子
- 喜劇 黄綬褒章（1973年、東宝） - 篠塚くるみ
- 犬神家の一族（1976年、角川春樹事務所 / 東宝） - 犬神小夜子

### 舞台
- 新派特別公演 / 初蕾．窓．辰巳巷談．船宿の女．日本橋（1978年、新橋演舞場）
共演:水谷良重、波乃久里子、安井昌二、坂東玉三郎（特別参加）